# Murphy's Romance
Pour plus de détails, voir Fiche technique et Distribution.
Murphy's Romance est un film américain réalisé par Martin Ritt, sorti en 1985.

## Fiche technique
- Titre : Murphy's Romance
- Réalisation : Martin Ritt
- Scénario : Max Schott, Irving Ravetch et Harriet Frank Jr.
- Production : Laura Ziskin
- Société de production : Columbia Pictures
- Photographie : William A. Fraker
- Montage : Sidney Levin
- Pays de production : États-Unis
- Format : Couleurs - 1,85:1 - Stéréo
- Genre : Comédie romantique
- Durée : 107 minutes
- Date de sortie : 1985

## Distribution
- Sally Field : Emma Moriarty
- James Garner : Murphy Jones
- Brian Kerwin : Bobby Jack Moriarty
- Corey Haim : Jake Moriarty
- Dennis Burkley : Freeman Coverly
- Michael Crabtree : Jim Forrest
- Anna Levine : Wanda
- Charles Lane : Amos Abbott
- Carole King : Tillie
- Gene Blakely : Lucien Holt